# Фиалка удивительная
Фиа́лка удиви́тельная (лат. Víola mirábilis) — вид травянистых растений рода Фиалка (Viola) семейства Фиалковые (Violaceae).

## Ботаническое описание
Многолетние травянистые растение, 20—40 см высотой. Корневище толстое, деревянистое, покрыто ржаво-бурыми чешуями. Стебель с укороченными междоузлиями и розеткой прикорневых листьев, развивается после появления первых цветков.
Прикорневые листья цельные, широкояйцевидные, с почковидным или округло-сердцевидным основанием, по краю с неглубокими выемками, голые или слабо опушены короткими волосками, расположены на длинных черешках, с яйцевидно-ланцетными прилистниками с цельным или выемчато-зубчатым краем.

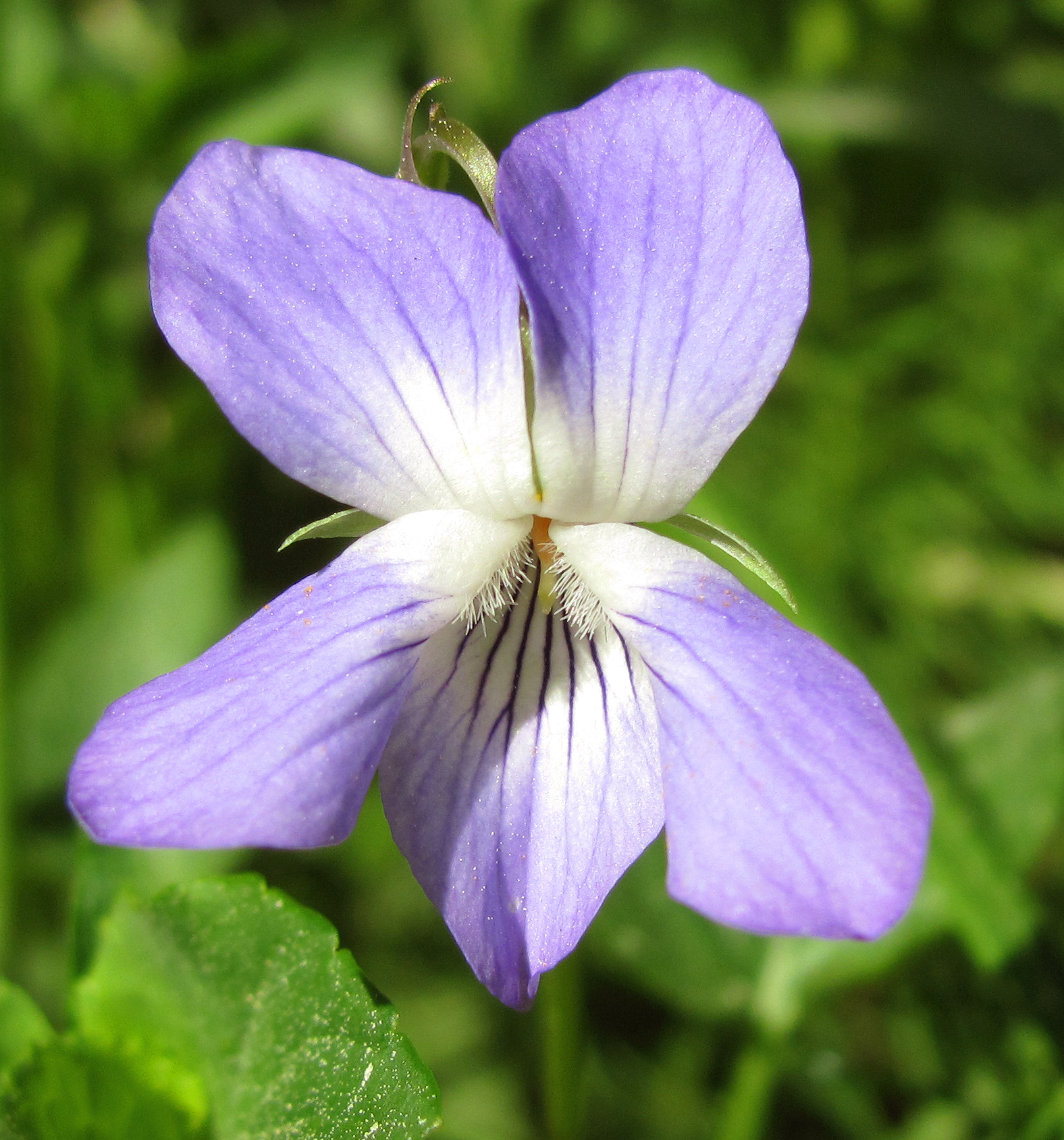

Цветки одиночные. Весной в пазухах прикорневых листьев появляются хазмогамные, в большинстве своем стерильные цветки. Немного позже на стеблях, которые появляются после первых цветков, вырастают клейстогамные, плодущие цветки. Чашелистиков 5, крупные, ланцетные, равной длины. Стерильные цветки зигоморфные (неправильные), имеют пять светло-лиловых неравных свободных лепестков. Лепестки округло-яйцевидные, два боковых у основания опушенные, наклонены к нижнему лепестку, нижний лепесток голый, крупнее остальных, верхние два отогнуты кверху. Клейстогамные цветки мелкие, невзрачные, похожи на нераскрывшиеся бутоны. Тычинок пять. Завязь верхняя, одногнёздная. Столбик короткий, простой, рыльце утолщенное, с загнутым вниз носиком.
Плод — трёхгранная, локулицидная (гнёздоразрывная), голая, продолговато-яйцевидная коробочка, при созревании раскрывается тремя створками и выбрасывает семена.
Цветение в апреле — июне.

## Распространение и экология
Встречается в средиземноморской, умеренной и субокеанической климатических зонах Европы. Теневыносливое влаголюбивое лесное растение, растет в лиственных лесах (преимущественно дубравах) и смешанных лесах, зарослях кустарника.